# Coupe du monde de ski de fond 1983-1984
Navigation
Édition précédente Édition suivante
La 3e édition de la Coupe du monde de ski de fond s'est déroulée du 10 décembre 1983 au 23 mars 1984. Le Suédois Gunde Svan remporte le classement général chez les hommes pendant que la Finlandaise Marja-Liisa Kirvesniemi remporte la Coupe du monde.

## Classements

### Classements généraux
| Rang | Nom               | Points |
| ---- | ----------------- | ------ |
| 1    | Gunde Svan        | 145    |
| 2    | Thomas Wassberg   | 96     |
| 3    | Harri Kirvesniemi | 93     |
| 4    | Tor Håkon Holte   | 86     |
| 5    | Vladimir Sakhnov  | 85     |
| 6    | Nikolaj Zimjatov  | 84     |
| 7    | Andi Grünenfelder | 73     |
| 8    | Lars-Erik Eriksen | 70     |
| 9    | Jan Ottosson      | 65     |
| 10   | Jan Lindvall      | 60     |

| Rang | Nom                     | Points |
| ---- | ----------------------- | ------ |
| 1    | Marja-Liisa Kirvesniemi | 134    |
| 2    | Raisa Smetanina         | 114    |
| 3    | Anne Jahren             | 104    |
| 4    | Květa Jeriová           | 102    |
| -    | Inger Helene Nybråten   | 102    |
| 6    | Marie Risby             | 95     |
| 7    | Berit Aunli             | 89     |
| 8    | Brit Pettersen          | 87     |
| 9    | Tamara Markašanskaja    | 82     |
| 10   | Anette Bøe              | 62     |

## Calendrier et podiums

### Hommes
| Étape                                                  | Lieu          | Épreuve | Date             | Vainqueur           | Deuxième          | Troisième       |
| ------------------------------------------------------ | ------------- | ------- | ---------------- | ------------------- | ----------------- | --------------- |
| 1                                                      | Reit im Winkl | 15 km   | 10 décembre 1983 | Nikolaj Zimjatov    | Harri Kirvesniemi | Jochen Behle    |
| 2                                                      | Ramsau        | 30 km   | 16 décembre 1983 | Gunde Svan          | Ove Aunli         | Jan Ottosson    |
| Jeux olympiques d'hiver de 1984 (8 au 19 février 1984) |               |         |                  |                     |                   |                 |
| 3                                                      | Falun         | 30 km   | 25 février 1983  | Gunde Svan          | Thomas Wassberg   | Jan Lindvall    |
| 4                                                      | Lahti         | 15 km   | 2 mars 1984      | Lars-Erik Eriksen   | Thomas Wassberg   | Gunde Svan      |
| 5                                                      | Oslo          | 50 km   | 10 mars 1984     | Tor Håkon Holte     | Vladimir Sakhnov  | Gunde Svan      |
| 6                                                      | Fairbanks     | 15 km   | 17 mars 1984     | Gunde Svan          | Andi Grünenfelder | Oddvar Brå      |
| 7                                                      | Mourmansk     | 15 km   | 23 mars 1984     | Mikhail Devyatyarov | Vladimir Sakhnov  | Andrej Astaščin |

### Femmes
| Étape                                                  | Lieu          | Épreuve | Date             | Vainqueur               | Deuxième                | Troisième               |
| ------------------------------------------------------ | ------------- | ------- | ---------------- | ----------------------- | ----------------------- | ----------------------- |
| 1                                                      | Reit im Winkl | 5 km    | 9 décembre 1983  | Květa Jeriová           | Anna Pasiarová          | Tamara Markašanskaja    |
| 2                                                      | Autrans       | 10 km   | 17 décembre 1983 | Marja-Liisa Kirvesniemi | Anna Pasiarová          | Anne Jahren             |
| Jeux olympiques d'hiver de 1984 (8 au 19 février 1984) |               |         |                  |                         |                         |                         |
| 3                                                      | Falun         | 10 km   | 25 février 1983  | Raisa Smetanina         | Marie Risby             | Marja-Liisa Kirvesniemi |
| 4                                                      | Lahti         | 5 km    | 3 mars 1984      | Berit Aunli             | Raisa Smetanina         | Marie Risby             |
| 5                                                      | Oslo          | 20 km   | 8 mars 1984      | Anette Bøe              | Marja-Liisa Kirvesniemi | Raisa Smetanina         |
| 6                                                      | Štrbské Pleso | 5 km    | 17 mars 1984     | Květa Jeriová           | Anette Bøe              | Inger Helene Nybråten   |
| 7                                                      | Mourmansk     | 10 km   | 24 mars 1984     | Inger Helene Nybråten   | Raisa Smetanina         | Anne Jahren             |